# 마우리치오 다밀라노
마우리치오 다밀라노(이탈리아어: Maurizio Damilano, 1957년 4월 6일 ~ )는 이탈리아의 전직 경보 선수이다. 그는 국제 육상 대회 시니어 부문에서 14개의 메달을 획득하였다.
피에몬테주 스카르나피지에서 태어난 그는 1980년 하계 올림픽에서 20km 경보의 우승을 거두고, 1987년과 1991년 세계 육상 선수권 대회에서 우승하였다.
그는 1977년부터 1992년까지 국가 대표 팀에서 60개의 캡을 가지고 있다.
다밀라노는 또한 2 시간 01 분 44.1 초와 함께 30km 경보 세계 기록 보유자이다. 그는 전직 경보 선수 조르조 다밀라노의 쌍둥이 형제이며, 코치 산드로 다밀라노의 동생이다.